# Brad Davis
Robert Creel "Brad" Davis, född 6 november 1949 i Tallahassee, Florida, död 8 september 1991 i Los Angeles, Kalifornien, var en amerikansk skådespelare. Han är förmodligen mest känd för sin huvudroll i Midnight Express (1978).
Davis fick diagnosen Hiv 1985, men hemlighöll det för offentligenheten fram till strax före hans död, sex år senare. Han avled av en avsiktlig drogöverdos efter att ha blivit diagnostiserad med aids.

## Filmografi i urval
- 1976 – Sybil - en verklig mardröm (TV-miniserie)
- 1977 – Rötter (TV-serie, två avsnitt)
- 1978 – Midnight Express
- 1980 – Elddopet (TV-miniserie)
- 1981 – Triumfens ögonblick
- 1982 – Matrosen och stjärnan
- 1983 – Chiefs (TV-miniserie)
- 1992 – Spelaren